# Anillinus dohrni
Anillinus dohrni är en skalbaggsart som beskrevs av Ernst Ehlers. Anillinus dohrni ingår i släktet Anillinus och familjen jordlöpare. Inga underarter finns listade i Catalogue of Life.